# Международен университет за приложни науки
Международен университет за приложни науки IU (на немски: IU Internationale Hochschule) е държавно признат частен университет за приложни науки със седалище в Ерфурт, Германия и разполага с 28 филиала в цялата страна.
Университетът предлага програми за присъствено обучение на английски език, програми за дуално обучение на немски език, както и дистанционни и комбинирани програми на немски и английски език. С над 85 000 студенти Международният университет за приложни науки IU е най-големият университет в Германия от 2021 г.[3]

## История
IU е основан през 1998 г. като Международен университет по приложни науки Бад Хонеф/ Бон (IFH) в Бад Хонеф, Германия, а обучителните програми стартират през зимния семестър на 2000/2001 г. с 23-ма студенти[4].
Първоначално университетът започва дейността си във Feuerschlößchen, бившия дом на Вилхелм Жирарде, разположен северно от центъра на Бад Хонеф. През 2000 г. е преместен в бившите помещения на епископския двор в квартал Бад Хонеф-Бойел, в които преди това се е помещавало бизнес училище. През 2005 г. комплексът от сгради, включени в списъка на ЮНЕСКО[5], е разширен и включва две общежития и трапезария. През февруари 2007 г. е открита нова административна сграда с библиотека, семинарни зали и офиси.
През юли 2009 г. Германският съвет за наука и хуманитарни науки акредитира институционално университета за период от десет години[6], а през 2021 г. – за още пет години[7]. През 2010 г. университетът става член на Германската конференция на ректорите[8].
В средата на 2013 г. IU се обединява с Университета за приложни науки Адам Рийс в Ерфурт, също частен университет, като по този начин разширява списъка си с учебни програми, включвайки модела на дуално обучение. През март 2016 г. се обединява и с Университета за международен бизнес и логистика (HIWL) в Бремен и оттогава предлага програми за дуално обучение и там.
През октомври 2017 г. е преименуван от Международен университет за приложни науки Бад Хонеф / Бон на Международен университет за приложни науки IUBH. През март 2021 г. отново сменя името си на Международен университет по приложни науки IU.[9]
През 2019 г. седалището на университета е преместено в Ерфурт. Оттогава университетът е под действието на Закона за висшето образование на Тюрингия[10].

## Организация
От 1999 г. насам Международният университет за приложни науки е държавно признат и акредитиран от Научния съвет през 2009 г. и отново през 2021 г.[6][7] Програмите за обучение, както и вътрешното управление на университета („системна акредитация“), са допълнително акредитирани от Фондацията за международна акредитация на бизнес администрацията (FIBAA) от името на Акредитационния съвет на Фондацията[8].
Спонсорът на университета е IU Internationale Hochschule GmbH, чийто единствен акционер от 2007 г. насам е компанията Career Partner GmbH (от 2021 г.: IU Group N.V.).[11][12] Последната е собственост на британската инвеститорска група Oakley от 2017 г. насам, а преди това е била собственост на базираната в Мюнхен инвестиционна компания Auctus от 2007 до 2015 г., както и на базираната в САЩ Apollo Group от 2015 до 2017 г.[13].
Ръководните органи на университета са ректоратът, сенатът и специализираният консултативен съвет, който отговаря за представянето на специализираните интереси на департаментите и компаниите. Спрямо обхвата на курсовете вътрешно университетът е разделен на т. нар. звена, всяко от които е подчинено на отделен проректорат. До голяма степен университетът е разделен и на автономни регионални и местни ръководства с девет предметни области.[7]

## Местоположения
В допълнение към виртуалния кампус понастоящем университетът разполага с 28 локации: Аугсбург, Бад Хонеф, Берлин, Билефелд, Брауншвайг, Бремен, Дортмунд, Дрезден, Дуисбург, Дюселдорф, Ерфурт, Есен, Франкфурт на Майн, Фрайбург, Хамбург, Хановер, Карлсруе, Кьолн, Лайпциг, Любек, Майнц, Манхайм, Мюнхен, Мюнстер, Нюрнберг, Пейне (до края на 2021 г.), Щутгарт и Улм. През 2022 г. ще бъдат добавени следните локации: Аахен, Бохум, Касел, Киил, Мьонхенгладбах, Потсдам, Равенсбург, Регенсбург, Рощок, Заарбрюкен и Вупертал[14].
За дистанционното обучение са на разположение и редица изпитни центрове в чужбина, намиращи се на територията на Гьоте институт.

## Учебни програми
Международен университет за приложни науки IU предлага около 200 бакалавърски, магистърски и MBA програми в различни формати на обучение (дистанционно обучение, комбинирано обучение, MyStudium, дуално обучение) от следните тематични области:
- Дизайн, архитектура и строителство
- Здраве
- Хотелиерство, туризъм и събития
- Човешки ресурси
- ИТ и технологии
- Маркетинг и комуникации
- Социални науки
- Транспорт и логистика
- Икономика и управление